# Ironton (Minnesota)
Ironton és una població dels Estats Units a l'estat de Minnesota. Segons el cens del 2000 tenia 498 habitants.

## Demografia
Segons el cens del 2000, Ironton tenia 498 habitants, 231 habitatges, i 130 famílies. La densitat de població era de 129 habitants per km².
Dels 231 habitatges en un 26,4% hi vivien nens de menys de 18 anys, en un 42,4% hi vivien parelles casades, en un 9,1% dones solteres, i en un 43,7% no eren unitats familiars. En el 39,8% dels habitatges hi vivien persones soles el 26,4% de les quals corresponia a persones de 65 anys o més que vivien soles. El nombre mitjà de persones vivint en cada habitatge era de 2,16 i el nombre mitjà de persones que vivien en cada família era de 2,88.
Per edats la població es repartia de la següent manera: un 27,1% tenia menys de 18 anys, un 6,8% entre 18 i 24, un 22,9% entre 25 i 44, un 17,7% de 45 a 60 i un 25,5% 65 anys o més.
L'edat mediana era de 40 anys. Per cada 100 dones de 18 o més anys hi havia 75,4 homes.
La renda mediana per habitatge era de 22.813 $ i la renda mediana per família de 30.729 $. Els homes tenien una renda mediana de 27.222 $ mentre que les dones 17.143 $. La renda per capita de la població era de 12.949 $. Entorn del 13,7% de les famílies i el 17,5% de la població estaven per davall del llindar de pobresa.

## Poblacions més properes
El següent diagrama mostra les poblacions més properes.